# Shake You Ass Records
Shake You Ass Records è stata un'etichetta discografica indipendente italiana, conosciuta anche come SYA o Sya Records, attiva dal 2002 al 2009 caratterizzata da produzioni esclusivamente in vinile a tiratura limitata e in alcuni casi numerata. 

## Discografia
| artista/band                  | titolo                                            | anno | catalogo |  |
| The Rippers                   | Tracks From Beyond (7" EP)                        | 2002 | SYA 001  |  |
| Hormonas                      | Teenage Pussy (7" EP)                             | 2003 | SYA 002  |  |
| The Clocks                    | Time Is On My Side (7" EP)                        | 2003 | SYA003   |  |
| Walter Daniels & Wade Driver  | Walter Daniels & Wade Driver (7" EP)              | 2003 | SYA004   |  |
| The Mojomatics                | Devil Got My Woman (7" EP)                        | 2004 | SYA005   |  |
| John Woo                      | Who? (7" EP)                                      | 2004 | SYA006   |  |
| The Rippers                   | ...Are Coming Behind You (7" EP)                  | 2004 | SYA 007  |  |
| Jack O' Fire                  | The Lost Lessons (7" single)                      | 2004 | SYA 008  |  |
| Black Lips                    | Live At The Jam Club (7" EP)                      | 2004 | SYA009   |  |
| The Mojomatics                | Ballads In The Suitcase (7" single)               | 2005 | SYA 010  |  |
| Black Time                    | I Spit On Your Lifestyle (7" EP)                  | 2005 | SYA011   |  |
| This Damn Town                | This Time (7" EP)                                 | 2005 | SYA012   |  |
| The Original Three            | New Orleans Born (7" single)                      | 2005 | SYA013   |  |
| Chili Cold Blood              | Why Baby Why (7" single)                          | 2005 | SYA 014  |  |
| Black Joe Lewis & Cool Breeze | Black Joe Lewis & Cool Breeze (7" EP)             | 2005 | SYA015   |  |
| Chili Cold Blood              | Rock N Roll Motherfucker Redux (album LP)         | 2005 | SYA016   |  |
| Possessed By Paul James       | Possessed By Paul James (album LP)                | 2006 | SYA017   |  |
| Kazalok                       | Chandrasekhar Limit (mini-album EP)               | 2006 | SYA018   |  |
| Snake Flower II               | Turn Back Time (7" EP)                            | 2006 | SYA019   |  |
| Brimstone Howl                | Uptight! (7" single)                              | 2007 | SYA020   |  |
| The Rippers                   | Little Girl You'll Be Mine (7" single)            | 2007 | SYA021   |  |
| Love Boat                     | Love Boat Song (7" single)                        | 2008 | SYA022   |  |
| The Uptown Bums               | The Uptown Bums (7" EP)                           | 2008 | SYA023   |  |
| Miss Chain & The Broken Heels | Lie (7" single)                                   | 2008 | SYA024   |  |
| Love Boat                     | Remember The Sabbath Day And Keep It Holy (7" EP) | 2009 | SYA025   |  |